# Tallium-tellurid
A tallium-tellurid egy kémiai vegyület képlete Tl2Te. Szerkezete a Tl5Te3-éra hasonlít. Nincs jól jellemezve. Létezését a közelmúltban differenciális pásztázó kalorimetriával erősítették meg.

## Fordítás
Ez a szócikk részben vagy egészben  a   Thallium(I) telluride című angol Wikipédia-szócikk ezen változatának fordításán alapul.  Az eredeti cikk szerkesztőit annak laptörténete sorolja fel. Ez a jelzés csupán a megfogalmazás eredetét és a szerzői jogokat jelzi, nem szolgál a cikkben szereplő információk forrásmegjelöléseként.